# Petit Van
Petit Van är en bergstopp i Schweiz. Den ligger i distriktet Aigle och kantonen Vaud, i den sydvästra delen av landet, 70 km söder om huvudstaden Bern. Toppen på Petit Van är 2 005 meter över havet.